# Nhà hát nghệ thuật Mansudae
Nhà hát nghệ thuật Mansudae (tiếng tiếng Hàn Quốc: 만수대예술극장) là một nhà hát nằm gần thư viện trung tâm của Đại học Đường Nhân dân, ở Bắc Triều Tiên. Nó được hoàn thành vào năm 1976.
Nó được sử dụng làm nơi biểu diễn của Ban nhạc Samjiyon.